# Прототипы Джеймса Бонда
Прототипами Джеймса Бонда, героя 29 произведений британского писателя и офицера военно-морской разведки Яна Флеминга и 26 полнометражных фильмов по мотивам произведений Флеминга, стали множество реальных людей, с которыми Флеминг когда-либо был знаком. К созданию героя прямое отношение имеют реальный американский орнитолог Джеймс Бонд, имя которого Флеминг взял для своего героя, и номер 007 — отсылка к взлому германского шифра 0075 времён Первой мировой войны. Некоторые аспекты личности Бонда и его пристрастий полностью соответствовали вкусам Флеминга.

## Имя героя

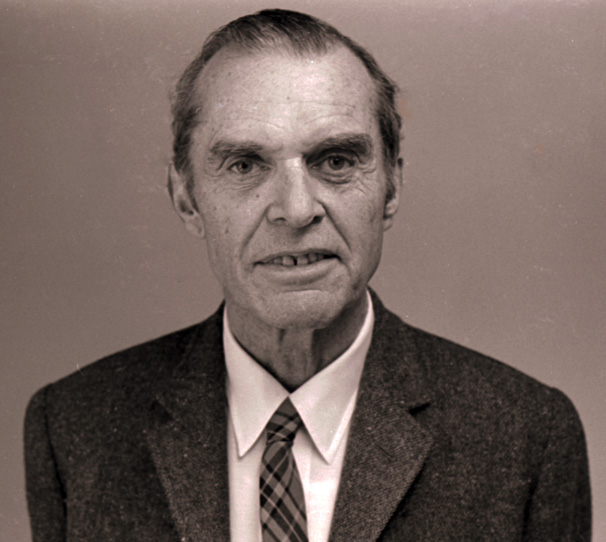
Орнитолог Джеймс Бонд, тёзкой которого стал главный герой Флеминга

Ян Флеминг начал работу над своим первым романом «Казино „Рояль“» в своём имении Голденай на Ямайке 17 февраля 1952 года, написав часть романа объёмом 2000 слов на основе собственных воспоминаний и воображения. Работу над рукописью он закончил 18 марта 1952 года, потратив один полный месяц и ещё один день. Имя он взял в честь американского орнитолога Джеймса Бонда, эксперта по птицам Карибского региона и автора путеводителя «Птицы Вест-Индии». Флеминг, который сам увлекался наблюдением за птицами, в своё время приобрёл экземпляр этой книги и позже объяснил супруге орнитолога своё решение назвать героя в честь орнитолога:

Я заметил, что это короткое, неромантичное, англосаксонское и, прежде всего, мужское имя, было то, что мне нужно, и таким образом родился второй Джеймс Бонд.
Оригинальный текст (англ.)It struck me that this brief, unromantic, Anglo-Saxon and yet very masculine name was just what I needed, and so a second James Bond was born.

В интервью журналу The New Yorker от 21 апреля 1962 года Флеминг сказал, что сначала хотел сделать героем бестолкового и неинтересного человека, выступающего в качестве инструмента спецслужб, с тупым же именем:

Когда я написал первый роман в 1953 году, я хотел, чтобы Бонд был откровенно тупым и неинтересным человеком, с которым происходили события. Я хотел, чтобы он был слепым инструментом... а когда я задумывался над именем для своего героя, на меня снизошло озарение. Я решил, что это самое дурацкое имя, которое я когда-либо слышал.
Оригинальный текст (англ.)When I wrote the first one in 1953, I wanted Bond to be an extremely dull, uninteresting man to whom things happened; I wanted him to be a blunt instrument ... when I was casting around for a name for my protagonist I thought by God, [James Bond] is the dullest name I ever heard.

В ещё одном интервью Флеминг сказал, что искал самый простой и понятный вариант имени:

Мне нужно было самое простое, самое дурацкое, самое понятное имя. Джеймс Бонд — гораздо лучше, чем какой-нибудь интригующий Перегрин Карратерс. С ним и вокруг него происходят невероятные вещи, но он нейтральная фигура — анонимный, тупой инструмент в руках правительства.
Оригинальный текст (англ.)I wanted the simplest, dullest, plainest-sounding name I could find, 'James Bond' was much better than something more interesting, like 'Peregrine Carruthers'. Exotic things would happen to and around him, but he would be a neutral figure—an anonymous, blunt instrument wielded by a government department.

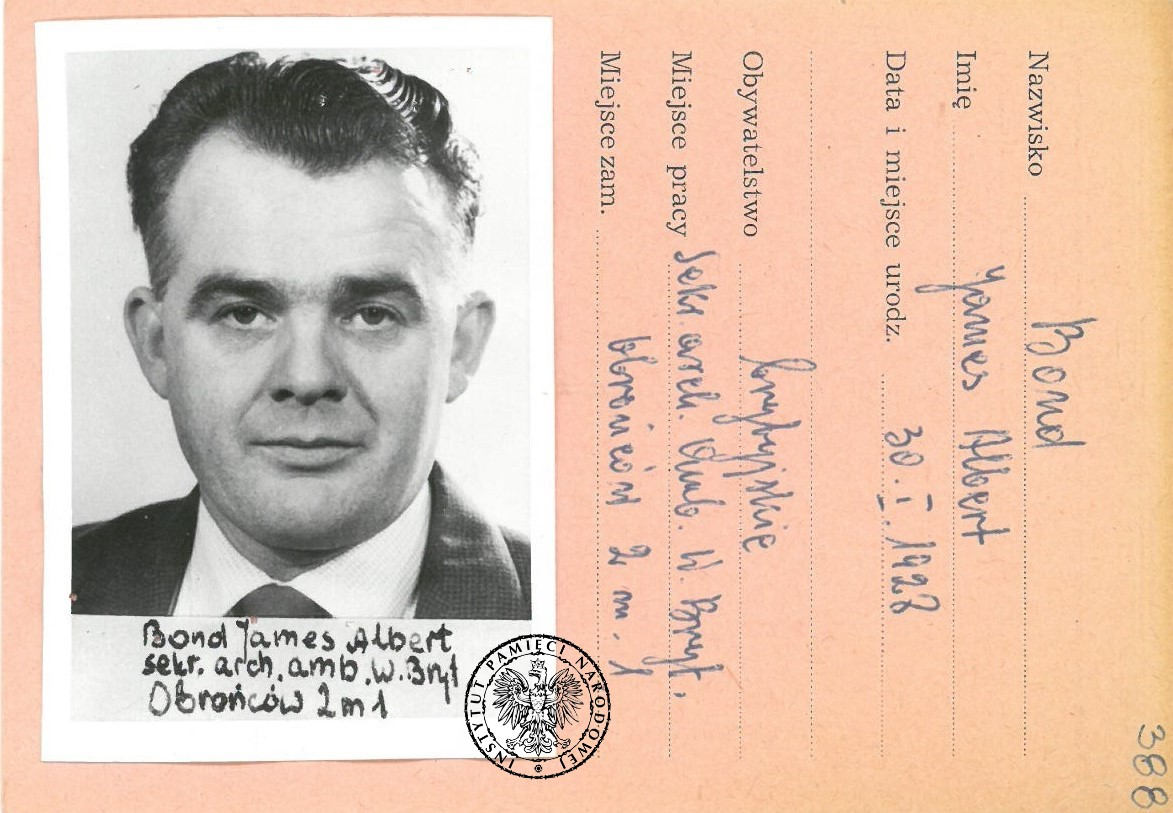
Джеймс Альберт Бонд: настоящий секретный агент Ее Величества

Когда Флеминг встретился с настоящим орнитологом Джеймсом Бондом и его супругой, он назвал их очаровательной парой, которые были довольны такой шуткой. Об орнитологе прямо упомянуто в фильме «Умри, но не сейчас» с Пирсом Броснаном в главной роли, который взял копию книги «Птицы Вест-Индии» и прибыл на Кубу под видом орнитолога.
В 2020 году сотрудники Архива польского Института национальной памяти сообщили, что тёзка агента — некто Джеймс Альберт Бонд, британский дипломат — работал в посольстве Великобритании в Варшаве. Сохранившиеся документы подтверждают, что он занимался разведывательной деятельностью. При этом неизвестно, знал ли Ян Флеминг о существовании этого человека.

## Черты автора
Во время Второй мировой войны Флеминг был помощником главы Управления военно-морской разведки Великобритании Джона Генри Годфри. Он отвечал за организацию специальных операций подразделения No. 30 Commando и дослужился до звания коммандера ВМС Великобритании — это же звание получил и Джеймс Бонд. Многие из вкусов и предпочтений Джеймса Бонда совпадали с предпочтениями Флеминга — гандикап в гольфе, яичница-болтунья в качестве любимого блюда и одни и те же марки туалетных принадлежностей. Также схожими были характер, любовь к гольфу и азартным играм. Флеминг отразил в романах моменты своей карьеры разведчика и личной жизни, включая туда имена школьных друзей, знакомых, родственников и любимых женщин.
Сигареты Бонда были такой же марки, как у Флеминга, который приобретал сигареты Morland в 1930-е годы. На фильтре изображались три золотые полоски, как на погонах коммандера ВМС. В среднем Бонд выкуривал до 60 сигарет в день, но после визита ко врачу в романе «Шаровая молния» сократил это число до 25; эта пагубная страсть также была заимствована у Флеминаг, который выкуривал до 80 сигарет в день.

## Реальные прототипы
Помимо внесения своих черт и предпочтений в образ Бонда, Флеминг добавил также черты биографии ряда людей, с которыми он был знаком во время работы в разведке: он называл Бонда собирательным образом всех тайных агентов и бойцов отрядов специального назначения, с которыми он встречался во время войны.
| Имя                        | Годы жизни                        | Особенности |
| -------------------------- | --------------------------------- | --- |
| Сидней Коттон              | 17 июня 1894 – 13 февраля 1969    | Коттон — австралиец, служивший в Королевской военно-морской службе авиации Великобритании и подружившийся с Флемингом во время Второй мировой войны. Он был агентом MI6, фотографировавшим немецкие заводы, военные объекты и аэродромы с помощью скрытой в фюзеляже самолёта камеры. Также он фотографировал объекты, прячась за людьми (в том числе и даже за Германом Герингом). Он был последним гражданским лицом, покинувшим Берлин перед началом Второй мировой войны, но успел сделать фотографии кораблей кригсмарине. |
| Патрик Делзел-Джоб         | 1 июня 1913 – 14 октября 2003     | Офицер военно-морской разведки и член британских коммандос, Делзел-Джоб был также переводчиком, писателем, моряком, проводником, парашютистом, ныряльщиком и лыжником, с Флемингом познакомился во время службы в No. 30 Commando. Его сходство с Бондом было в том, что он часто возмущался и не подчинялся приказам. Сам Делзел-Джоб утверждал, что не читал романов Флеминга и не смотрел фильмы, поскольку они не соответствовали его стилю, а сам он никогда не пил и всегда любил только одну женщину. |
| Уилфрид (Биффи) Дандердейл | 24 декабря 1899 – 13 ноября 1990  | Дандердейл возглавлял резидентуру MI6 в Париже, постоянно ужинал в ресторане Maxim’s, водил бронированный Rolls-Royce и в принципе любил быстрые машины, всегда сам себе шил одежду и носил браслеты от Cartier, а также проводил время в обществе прекрасных женщин; при этом Дандердейл дружил с Флемингом и сыграл важную роль во взломе «Энигмы». |
| Питер Флеминг              | 31 мая 1907 – 18 августа 1971     | Старший брат Яна Флеминга, эксперт по военной разведке и нерегулярным воинским формированиям. Работал на оккупированных немцами территориях Норвегии и Греции, а также пребывал в Дели, занимаясь разработкой дезинформации и её вбросом против императорской армии Японии. |
| Сэнди Глен                 | 18 апреля 1912 – 6 марта 2004     | Бывший полярный исследователь, коллега Флеминга в Управлении военно-морской разведки. Как и Бонд, Глен учился в колледже Феттес и имел шотландское происхождение. Свою связь с Бондом отрицал, называя себя куда более вежливым и законопослушным. |
| Билл Хадсон                | 11 августа 1910 – 1 ноября 1995   | Билл Хадсон был офицером связи у югославских четников и партизан Иосипа Броза Тито. Он сотрудничал с Секретной разведывательной службой и Управлением специальных операций, пережил ряд покушений и сумел завербовать ряд агентов, чтобы разрушить систему поставок по морю у стран оси. В частности, он в одиночку подорвал итальянское судно. |
| Фицрой Маклин              | 11 марта 1911 – 15 июня 1996      | Маклин служил в Особой воздушной службе, участвовал в операциях в Северной Африке и Югославии. За время своего пребывания в Югославии он стал другом и личным биографом Иосипа Броза Тито. При жизни Маклин отрицал, что является прототипом для Бонда, что полагал и биограф Флеминга Эндрю Лайсетт, хотя многие журналисты и после его кончины относились к утверждениям Маклина с недоверием. |
| Майкл Мэйсон               | —                                 | Выходец из богатой семьи, Мэйсон сбежал в Канаду в молодости, где занимался охотой на пушных зверей и даже боксировал. В начале войны работал в Бухаресте, где отличился тем, что расправился с двумя шпионами Третьего рейха. |
| Мерлин Миншелл             | 21 декабря 1906 – 3 сентября 1987 | Миншелл числился в Королевском военно-морском добровольческом резерве, был знаком с Флемингом по работе на военно-морскую разведку. С 1940 года агент УСО, руководил организацией партизанского движения во Франции и Югославии |
| Конрад О’Брайан-ффренч     | 19 ноября 1893 – 23 октября 1986  | Выдающийся офицер британской разведки, отмеченный наградами офицер, лыжник, альпинист, переводчик, путешественник и художник. Встретился с Флемингом в 1930-е годы, когда работал в сети Z Клод Дэнси в Австрии, собирая информацию по действиям вермахта. В 1918 году завербован Стюартом Мензисом в MI6, занявшись нелегальной разведкой. |
| Душко Попов                | 10 июля 1912 – 10 августа 1981    | Попов работал сразу на три разведки: югославскую ВОА («Душко»), MI6 («Трицикл») и абвер («Иван»). Флеминг познакомился с Поповым в Лиссабоне в сопровождении агентуры MI6 и утверждал, что видел, как в казино Эшторил Попов проиграл в баккара 40 тысяч долларов США (в 2018 году эта сумма составила бы 700 тысяч долларов), выделенные ему абвером на выполнение задания. Подобная сцена попала в роман «Казино "Рояль"». По словам Попова, в действительности он ничего не проигрывал, а обстоятельства игры, которую запечатлел Флеминг, были иными. |
| Сидней Рейли               | 24 марта 1873 – 5 ноября 1925     | Рейли был агентом специального отдела Скотланд-Ярд и зарождавшегося тогда Секретного разведывательного бюро, которым руководил Уильям Мелвилль. В 1918 году сэр Мэнсфилд Смит-Камминг завербовал того для работы в MI1(c), раннего обозначения MI6. Друг Рейли, Брюс Локхарт, был знаком с Флемингом многие годы и рассказал ему о шпионских приключениях Рейли. В газете The Sunday Times Флеминг неоднократно упоминал, что создал Бонда после того, как узнал истории о Рейли. |
| Питер Смитерс              | 9 декабря 1913 – 8 июня 2006      | Сэр Питер Смитерс, о котором слышал Флеминг, участвовал в эвакуации британских граждан из Франции во время вторжения вермахта. Работал в Вашингтоне, где распространял дезинформацию о гитлеровцах. В годы войны служил в военно-морской разведке, а его имя Флеминг дал одному из героев романа «Голдфингер». |
| Уильям Стивенсон           | 23 января 1897 – 31 января 1989   | Уроженец Канады Уильям Стивенсон участвовал в Первой мировой войне, был лётчиком-истребителем, изобретателем, предпринимателем, миллионером, а также посвящён в рыцари-бакалавры; в агентуре MI6 использовал псевдоним «Неустрашимый» (англ. Intrepid) благодаря своей дерзости и храбрости, готовности прорываться в тыл врага, сеять в его рядах хаос и панику и предоставлять ценную информацию. К 1940 году он возглавил Британскую координацию безопасности, отделение MI6 в Нью-Йорке, а также стал советником Уинстона Черчилля и Франклина Рузвельта. В годы Первой мировой войны был награждён Военным крестом и Крестом «За выдающиеся лётные заслуги»: в 1918 году был сбит немцами, но чудом бежал из плена. В 1920-е и 1930-е годы он, будучи бизнесменом, сообщал британцам о случаях нарушения немцами положений Версальской системы. Вследствие этого уже в 1930-е годы Черчилль начал подготовку Британии к грядущей войне, а также создал Лагерь X для подготовки будущих спецагентов. Мастер разработки шпионских предметов для наблюдения и самообороны. 21 октября 1962 года в газете The Sunday Times Флеминг написал о том, что Стивенсон был «высокоромантизированной версией настоящего шпиона; настоящим человеком, ставшим одним из лучших разведчиков военных лет». |
| Форест Йео-Томас           | 17 июня 1902 – 26 февраля 1964    | Командир крыла ВВС Великобритании Форест Йео-Томас был агентом Управления специальных операций под псевдонимом «Белый кролик». Неоднократно забрасывался во Францию на самолёте. В своих воспоминаниях Флеминг писал о том, что Томас выполнял опасные миссии в тылу, ужиная с гитлеровцами, переодеваясь, попадая в плен и выдерживая пытки гестапо, сбегая из тюрьмы и уничтожая вражеского шпиона, а также, естественно, встречаясь с разными женщинами. |

## Вымышленные персонажи
Помимо реальных людей, на образ Джеймса Бонда оказали и герои произведений Денниса Уитли, особенно секретный агент Грегори Салласт (англ. Gregory Sallust), который, в свою очередь, был создан на основе друга Уитли, Гордона Эрика Гордона-Тумба (англ. Gordon Eric Gordon-Tombe)

## Номер 007
Номер 007, который является кодовым номером агента Бонда, также был навеян рядом источников. Во всех романах и фильмах цифры 00 символизируют так называемое «разрешение на убийство» — право применять боевое оружие и вести огонь на поражение для ликвидации представляющих угрозу государству и обществу лиц. По одной версии, это был глиф, которым известный учёный и придворный Джон Ди подписывал свои донесения королеве Елизавете I — он представлял собой два кружка и угловую скобку, похожую на «7», что символизировало предназначение информации исключительно для глаз монарха. По другой, более прозаической версии, это является отсылкой ко взлому немецкого шифра 0075, использовавшегося для шифровки дипломатической переписки, во время Первой мировой войны: им была зашифрована Телеграмма Циммермана, рассекречивание информации о которой вынудило США вмешаться в войну и перевернуть ход событий. По мнению журналиста Бена Макинтайра, 00 здесь означало «совершенно секретно», и взлом подобной информации стал высшим достижением британской военной разведки за всю её историю.

### Книги
- Raymond Benson. The James Bond Bedside Companion. — London: Boxtree Ltd, 1988. — ISBN 978-1-85283-233-9.
- Jeremy Black. The Politics of James Bond: from Fleming's Novel to the Big Screen. — University of Nebraska Press, 2005. — ISBN 978-0-8032-6240-9.
- Robert Caplen. Shaken & Stirred: The Feminism of James Bond. — Bloomington, Indiana: Xlibris, 2010. — ISBN 978-1-4535-1282-1.
- Henry Chancellor. James Bond: The Man and His World. — London: John Murray, 2005. — ISBN 978-0-7195-6815-2.
- Andrew Cook. Ace of spies: the true story of Sidney Reilly. — Stroud, 2004. — ISBN 978-0-7524-2959-5.
- Dwight Hamilton. Inside Canadian Intelligence: Exposing the New Realities of Espionage and International Terrorism. — Ontario: Dundurn Press, 2011. — ISBN 978-1-55488-892-4.
- Peter Jackson, L. V. Scott. Understanding intelligence in the 21st century: Journeys in shadows. — London: Routledge, 2004. — ISBN 978-0-7146-5533-8.
- Andrew Lycett. Ian Fleming. — London: Phoenix, 1996. — ISBN 978-1-85799-783-5.
- Ben Macintyre. For Your Eyes Only: Ian Fleming and James Bond. — London: Bloomsbury Publishing, 2008. — ISBN 978-0-7475-9527-4.
- C.G. McKay. From Information to Intrigue: Studies in Secret Service based on the Swedish Experience, 1939–1945. — London: Frank Cass & Co. Ltd, 1993. — ISBN 978-0-7146-3470-8.
- Nicholas Rankin. Ian Fleming's Commandos: The Story of 30 Assault Unit in WWII. — London: Faber and Faber, 2011. — ISBN 978-0-571-25062-2.
- Richard Spence. Trust no one: the secret world of Sidney Reilly. — Washington: Feral House, 2002. — ISBN 978-0-922915-79-8.
- Nigel West. Historical dictionary of Ian Fleming's world of intelligence: fact and fiction. — Lanham, Maryland: Scarecrow Press, 2010. — ISBN 978-0-7524-2896-3.

### Пресса
- Geoffrey T. Hellman. Bond's Creator (англ.) // The New Yorker : magazine. — Condé Nast, 1962. — 21 April.